# حميد بن قاسم عقيل
الشيخ العلامة حميد بن قاسم بن عقيل بن أحمد بن عبد الوهّاب المليكي، هو عالم مسلم يمين، ولد في عام 1924 بقرية المحلام في مديرية التربة بمحافظة تعز.

## نشأتة وطلبه للعلم
ما قبل ثورة 26 سبتمبر اليمنية وفي عام 1364هـ، بدأ دراسته في هجرة جبلة بجامع السيدة أروى بنت أحمد الصليحي، ثم طلب ولي العهد في حينها اختيار عشرة طلاب متفوقين من أنحاء المملكة بواسطة مدير اللواء أحمد السياغي، وبعد مقابلة الشيخ لولي العهد وشرحه له وضع الدراسة في هجرة جبلة نزل المنهج من دار العلوم في صنعاء، وقرر أن تكون الدراسة مدة خمس سنوات بعد أن كانت سنة واحدة، وذلك في كل الفنون على المذهبين الشائعين آنذاك "الشافعي والهادوي"، ثم التحق الشيخ مع زملائه بالمدرسة الأحمدية بتعز، وقد تم التخرج من هذه المدرسة بعد الثورة, وقد حصل الشيخ على الشهادة الجامعية الأزهرية في كلية الشريعة وكلية اللغة العربية، واستمر بالدراسة في الجامع الكبير بجبلة.

## العلماء الذين درس على أيديهم
- السيد زيد بن علي الموشكي.
- الشيخ/ عبد المجيد بن عبد الوهّاب المصنف وولده محمد عبد المجيد.
- الشيخ/ سيف بن أحمد العديني.
- الشيخ/ علي بن حسين الحمامي.
- الشيخ/ سعيد بن أحمد بن عبد الله.
- الشيخ/ عبد الله عبد الكريم أبو طالب.
- القاضي/ حسين القرماني.
- الشيخ/ عبد الرحمن بن عبد الله العنسيين.
- الشيخ/ يحيى بن مرشد شمسان وولده محمد بن يحيى شمسان.
- الشيخ/ علي محسن إدريس.
- الشيخ/ سعيد بن غالب المخلافي.
- الشيخ المفتي/ أحمد بن محمد زبارة.
- الشيخ/ السيد حسين بن أحمد المتوكل.
- الشيخ/ حسين بن أحمد الشامي.
- الشيخ/ عبد الله بن علي باعلوي.
- الشيخ/ عبد الجبار بن علي باعلوي.
- الشيخ / محمد بن يحيى الذاري.

وآخرون كثر.

## المؤهلات الأكاديمية
بكالوريوس في الدراسات الإسلامية والعربية بجميع فروعها، ففي الدراسات الإسلامية: فقه الشافعية، والهادوية، وفي أصول الفقه الشافعي، وكذا الهادوية، وفي علم الفرائض وعلم التوحيد والقصائد. أما في اللغة العربية فقد تخصص في النحو والصرف والبلاغة، وفي علم الباطن علم النفس وكذا علم الفلك، وعلوم أخرى.

## الإجازات العلمية التي حاصل عليها
- إجازة في علم الفقه.
- إجازة في علم الفرائض.
- إجازة في علم اللغة العربية (النحو والصرف - البيان - المنطق - الحديث).
- إجازة في علم الحديث.
- إجازة في علم التفسير.
- إجازة في علم المصطلح.
- إجازة في علم التاريخ الإسلامي.
- إجازة في علم الجغرافيا - الحساب.
- إجازة في علم الفلك.
- إجازة في علم التوحيد والعقائد.

## إنتاجه العلمي(البحوث والمؤلفات)
1. القرآن وعلومه (أي فضل قراءات القرآن وآدابه).
2. في الفتن - أربعة أجزاء.
3. فضل قيام الليل.
4. تعداد النفوس والقلوب وتعريف الروح وتعلق الروح في البدن.
5. فضل تعلم العلم وآدابه.
6. لطائف الأقوال.
7. فضل العلم وأهله.
8. علامات الساعة.

بالإضافة إلى العديد من المخطوطات غير المطبوعة.

## حياته الدعوية والتعليمية
بعد العودة من مدينة تعز بداء بالتعليم والتدريس في الجامع الكبير بجبلة في شتى العلوم المذكورة، وفي مدينة إب في معهد البيحاني، وفي مكة في باب الفتح لبعض الطلاب السعوديين أثناء الحج والعمرة.

## من طلابه
- العلامة/ مشرف عبد الكريم المحرابي - وكيل وزارة الأوقاف اليمنية.
- العلامة/ السيد عباس بن أحمد النهاري - عضو مجلس النواب سابقاً.
- العلامة/ طه محمد مربوش - موجه بوزارة التربية والتعليم.
- العلامة/ عبد الرحمن قحطان - عضو مجلس النواب سابقاً، ومفتي محافظة تعز.
- العلامة/ سعيد بن غالب المخلافي - تلميذ وشيخ في علم الفلك.
- القاضي/ هزاع عقلان - رئيس استئناف محافظة تعز.
- القاضي/ أحمد بن محمد مربوش - رئيس المحكمة التجارية الابتدائية م/ حضرموت - سابقاً.
- القاضي/ محمد بن عبد الوهّاب الخرساني وإخوانه.
- القاضي/ محمد بن عبد الوهّاب جباري - وزير التموين والتجارة سابقاً.
- الشيخ / أحمد العنقري
- الشيخ/ أحمد الأهدل - مرشد ومفتي في دولة الكويت.
- الشيخ/ طه البركاني - مدير التدريس في الحرم المكي.

وآخرون كثر.

## الوظائف التي تقلدها وشغلها
- مديراً لمعهد السلام - في محافظة تعز - من عام 1982 - 1985م.
- مديراً لمعهد ابن عقيل - جبلة - محافظة إب - 1985 - 1986م.
- مسؤولاً مالياً في التعاونيات 1984 - 1986م.
- رئيساً للمجلس المحلي في مديرية جبلة - مححافظة إب - 1986 - 1988م.
- رئيساً للجمعية الخيرية لتعليم القرآن الكريم.
- مدرساً ومرشداً ومفتياً.
- العمل في مجال التدريس لمدة 35 عاماً.

## وفاته
توفى الشيخ حميد بن قاسم عقيل فجر الأحد 28 أكتوبر 2018 في محافظة إب.

## وصلات خارجية
- موقع منبر علماء اليمن
- كتاب فضل القرآن وآدبه / للشيخ حميد بن قاسم بن عقيل
- كتاب علامات الساعة الكبرى والصغرى / للشيخ حميد بن قاسم عقيل
- حوار مع الشيخ حميد بن قاسم عقيل